# Розен, Георг
Георг Ро́зен (нем. Georg Rosen; 21 сентября 1821, Детмольд — 29 октября 1891, Детмольд) — немецкий востоковед.

## Биография
В 1843—1844 гг., вместе с Кохом, был командирован на Восток прусским правительством, внимание которого он обратил на себя своим сочинением «Rudimenta persica» (Лейпциг, 1843).
Результатом путешествия явились его сочинения:
- «Ueber die Sprache der Lazen» (Лемго, 1844),
- «Ossetische Grammatik» (Лемго, 1846).

Позже Розен занимал разные дипломатические должности.
Главные его труды:
- «Das Haran zu Ierusalem und der Tempelplatz des Moria» (Гота, 1866),
- «Geschichte der Túrkei vom Sieg der Reform 1826 bis zum Pariser Traktat 1856» (Лейпциг, 1866—1867),
- «Die Balkan-Haiduken» (Лейпциг, 1878),
- «Bulgarische Volksdichtungen, ins Deutsche übertragen» (Лейпциг, 1879).

## Семья
Жена — Серена Анна Мошелес (1830—1902), единственная дочь композитора Игнаца Мошелеса. Их дети:
- Фридрих Розен[нем.] (1856—1935) — министр иностранных дел Германии, его сын Георг Розен[англ.], известен спасением китайцев во время Нанкинской резни.
- Ёлка Розен (1868—1935) — художница.

Брат Фридриха Августа Розена, также востоковед.